# 天津飞鸽自行车

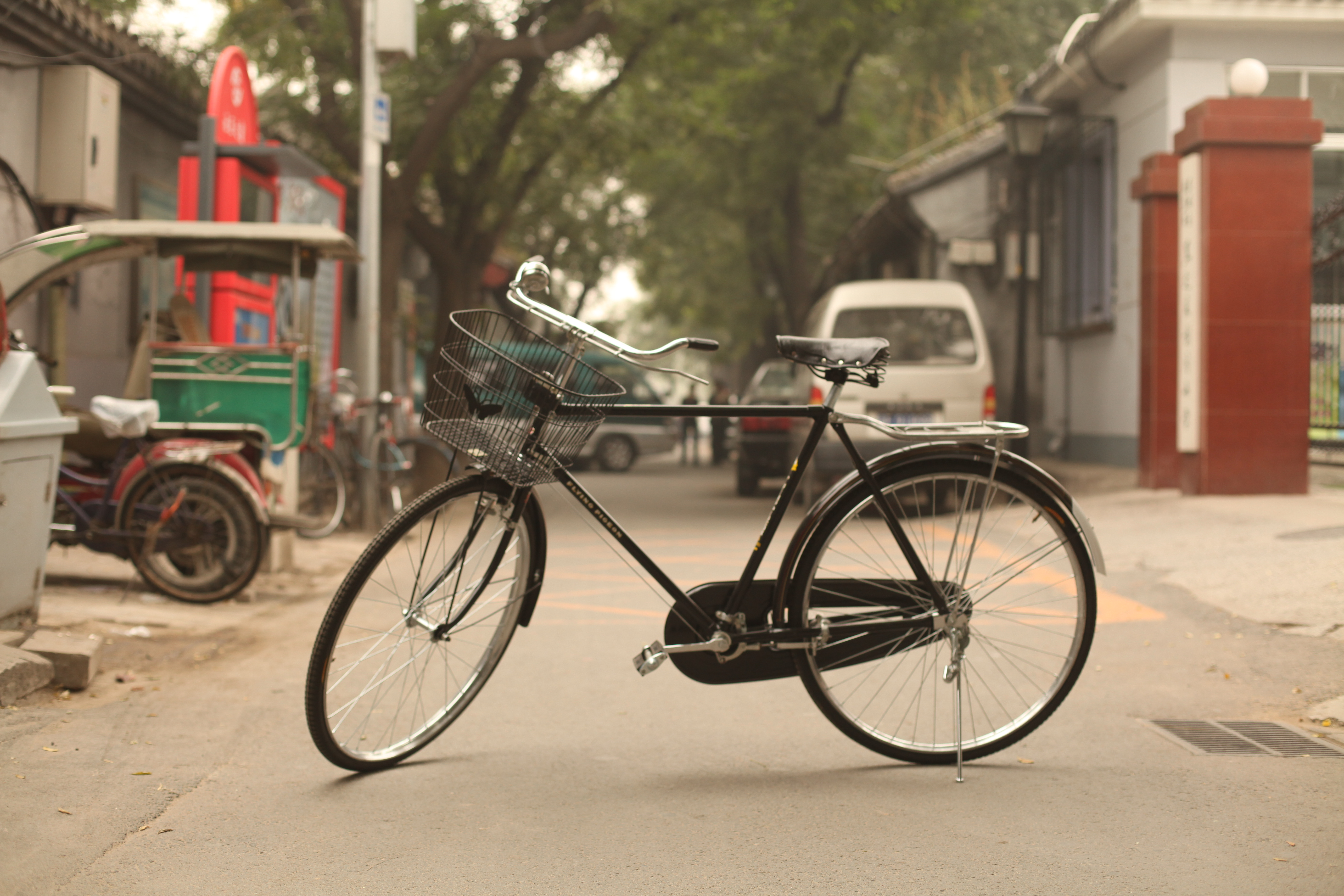
飞鸽自行车 The Flying Pigeon Bicycle

天津飞鸽自行车有限公司是中国天津的一家自行车生产企业。成立於1930年代，早期生產其他品牌的自行車，1950年自行研發出飛鴿牌自行車，其部分產品外銷至美國等50多個國家和地區。